# Besbes (El Tarf)
Besbes (în arabă البسباس) este o comună din provincia El Tarf, Algeria.
Populația comunei este de 46.341 de locuitori (2008).